# Dhimmi
Dhimmi (Arabisch: ذمّي collectief: أهل الذمة ahl ul-dhimma, het volk van de dhimma; uitgesproken als zimmi of dimmi wat vertaald kan worden als 'beschermd') is de traditionele aanduiding voor bepaalde niet-moslims onder islamitisch bestuur, die onder voorwaarden de eigen religie mochten blijven aanhangen. In dit in vroegere eeuwen toegepaste gebruik verstond men onder dhimmi's aanvankelijk de zogeheten 'mensen van het Boek' (joden en christenen) maar later werden ook andere niet-moslims ertoe gerekend, zoals zoroastristen, samaritanen, mandaeërs en zelfs hindoes.
Als laatste Europese staat schafte het Ottomaanse Rijk het dhimmi-systeem in 1908 in zijn geheel af, nadat reeds in 1856 met het Hatt-i Humayun een volledige gelijkberechtiging van niet-moslims in het vooruitzicht was gesteld. Daarmee was de juridische emancipatie van de Joden in Europa, maar niet in het Russische Keizerrijk, voltooid.

## Geschiedenis

### 'Dhimma' verdrag
Volgens islamitische overleveringen overwonnen de troepen van Mohammed bij de oase van Khaybar een joodse stam en sloot Mohammed met de overwonnenen een verdrag dat bekendstaat als de 'dhimma'. 
Met de expansie van het islamitische rijk is het begrip dhimmi veralgemeniseerd en kreeg het de betekenis van de uitzonderlijke juridische positie van niet-moslims binnen een islamitische staat.

### Pact van Omar
Het Pact van Omar (Shurut 'Umar) is een verdrag waarvan men traditioneel aanneemt dat het is opgesteld door Omar II (717-720) of zelfs nog eerder door de tweede kalief Omar ibn al-Chattab. Het bevat een aantal beperkende maatregelen voor de mensen van het Boek, waarschijnlijk de christenen in het kort daarvoor veroverde Syrië. De bepalingen zijn ook te vinden in het veertiende-eeuwse shariahandboek 'Umdat as-Salik wa 'Uddat an-Nasik.
Het Pact van Omar garandeert weliswaar respect van persoon, familie en goederen, maar geen gelijkheid tussen de religies. De strenge ommajadenkalief Omar zou gezegd hebben: Verneder hen, maar bega geen onrechtvaardigheid. De voorschriften werden overigens doorgaans niet streng nageleefd, enkel in meer of mindere mate als moslims op een of andere manier politiek of militair verzwakt waren of werden.
Volgens het verdrag, dat de blauwdruk zou worden voor latere wetgeving op dit punt, hoefden de dhimmi's zich niet te bekeren tot de islam. Als voorwaarde moesten dhimmi's zich houden aan een aantal regels. Deze omvatten onder meer:
- bestaande kerken, kloosters en dergelijke konden blijven, maar er mochten geen nieuwe gebouwd worden;
- onderdak moest worden geboden aan moslims-reizigers en niet aan spionnen;
- de Koran hoefde niet aan hun kinderen onderwezen te worden;
- hun religie mocht niet in het openbaar worden beleden, zoals door middel van processies;
- er mochten ook geen bekeerlingen gemaakt worden;
- er moest respect betoond worden tegenover de islam en voor de moslims;
- men mocht zich niet kleden of gedragen als moslims, zoals groene kleding dragen of een paard berijden.

Overigens wist de, overwegend christelijke, bevolking van Jeruzalem aanvankelijk bij Omar te bedingen dat de joden geen toegang zouden krijgen tot de Heilige Stad. De moslims hebben zich daar naderhand niet aan gehouden zodat de invoering van het moslimbestuur en het dhimmiconcept voor de joden een relatieve vooruitgang werd ten opzichte van hun status onder het Byzantijnse bestuur en na de kruistochten onder het bestuur van de Latijnen.
Samaritanen werden verplicht zogenoemde shurut, een rode keffiyeh te dragen, joden een gele en christenen een blauwe. In beginsel was dit onderscheid bedoeld om bijvoorbeeld de rustdag van de anderen te respecteren. Hoewel het zeker is dat deze shurut niet altijd strikt werd nageleefd, kon het in latere eeuwen tot anti-Joodse of antichristelijke racistische uitbarstingen komen. In feite demonstreert deze shurut de assimilatie aan elkaar.

## Rechten en beperkingen

### Rechten
Dhimmi's genoten een zekere mate van juridische bescherming en beperkte godsdienstvrijheid. Natuurlijk gelden voor verschillende tijden en plaatsen afwijkende regelingen rondom dhimmi's. Zo hadden christenen tijdens het Kalifaat van de Fatimiden onder het bewind van Abu'l Mansur Nizar al-Aziz niet alleen hun rechten, maar oefenden ze ook min of meer directe macht uit. Tijdens het regiem van de Abbasidische kalief Al-Ma'moen is er sprake van vrijheid van spreken voor christenen en kon de islam zelfs beledigd worden. Onder kalief al-Moetawakkil werd het dhimmi-statuut opnieuw volledig ingevoerd en joden en christenen werden opnieuw verplicht een geel teken te dragen, dat aan de oorsprong lag van het teken opgelegd door het Vierde Lateraans Concilie en de gele Jodenster.

### Beperkingen
Dhimmi's hadden beperkte burgerrechten. Zo konden zij doorgaans
- niet tegen moslims getuigen;
- niet in het leger dienen;
- geen groene kleding dragen.

Ook werden zij gedwongen zich te onderwerpen aan tal van bepalingen, zoals:
- betalen van een speciale hoofdelijke belasting (jizyah). Meestal[9] uitgezonderd van het betalen van deze belasting waren ouderen, vrouwen, invaliden en zieken, degenen die minder dan 1 jaar in het land verbleven en in grensstreken mannen die aan de zijde van de moslims meestreden;
- wonen in aparte wijken;
- hun huizen moeten lager zijn dan van moslims;
- dragen van speciale kleding die zich onderscheidde van die van moslims;
- niet paardrijden of wapens dragen;

- niet evangeliseren of bekeren;
- geen openbare religieuze bijeenkomsten houden;
- geen religieuze symbolen op voor moslims zichtbare wijze gebruiken;
- geen kerken, kloosters en synagogen bouwen. Bestaande gebouwen mogen bij ernstige schade niet worden hersteld.

Hiernaast was er ook op andere wijze sprake van ongelijke behandeling tussen dhimmi's en moslims:
- Erfrecht. De algemene regel in islamitische wetgeving gaat ervan uit dat dhimmi's en moslims niet van elkaar kunnen erven. Sommige juristen zijn echter van mening dat een moslim van een dhimmi kan erven, maar niet andersom. Binnen de shia kon het gebeuren dat, wanneer een dhimmi ook maar één moslim onder de erfgenamen heeft, de hele erfenis naar de moslim ging. Deze stelling vormde een frequente klacht van Perzische joden.[10]
- Strafrecht. In de islamitische rechtsscholen, met uitzondering van de hanafitische, is de maximumstraf voor de moord op een dhimmi het betalen van bloedgeld; doodstraf was niet mogelijk. In de malikitische en hanbalitische rechtsscholen werd de waarde van het leven van een dhimmi op de helft van het leven van een moslim gesteld. In de shafi'itische school werden joden en christenen op 1/3 van een moslim getaxeerd en aanhangers van Zoroastra op 1/15. In de hanafitische school, die door de meeste soennieten wordt aangehangen, wordt wel aangenomen dat de moord op een dhimmi tot de doodstraf kan leiden.[11]
- Godslastering door zowel moslims als dhimmi's wordt onder de sharia zwaar gestraft. De definitie van godslastering omvat de belediging van heilige teksten van moslims, het ontkennen van Mohammed als profeet en het maken van niet-respectvolle opmerkingen over de islam. Geleerden uit de rechtsscholen van Hanbali en Maliki en ook binnen de Sjia schreven de doodstraf voor godslastering voor. Juristen van de sjiitische school schreven soms geselen voor; de doodstraf was alleen voor hen die zich herhaaldelijk aan godslastering schuldig maakten.[12] Veel dhimmi's werden op beschuldiging van belediging van de islam ter dood gebracht.[13][14] Hoewel sommigen van hen vrijwillig de martelaarsdood kozen, verkeerden velen van hen in dronkenschap of waren het slachtoffer van persoonlijke veten of politieke meningsverschillen. De angst voor het beschuldigd worden van belediging van de islam was een van de grootste factoren bij het aannemen van een nederige houding tegenover moslims.[14]

## Bron in Koran
De ongelijke behandeling van dhimmi's zou onder andere gebaseerd zijn op het Koran-voorschrift:
Bestrijdt diegenen onder de mensen van het Boek, die in God noch in de Dag des oordeels/laatste Dag geloven, noch voor onwettig houden wat God en Zijn boodschapper onwettig hebben verklaard, noch de ware godsdienst belijden, totdat zij de belasting met eigen hand betalen, terwijl zij onderdanig zijn (Soera Het Berouw 9:29).
Godsdienstwetenschappers en historici als Hugh Goddard, maar ook moderne moslimtheologen beschouwen deze en andere soera's die hierover gaan maar deels als fundamenteel, maar vooral als contextueel. Ze zijn namelijk niet alleen ontstaan uit de controverses tussen de profeet, de joden en de christenen. Goddard wijst in dit verband op de soera's 9:8 en 10, die spreken over de in Mekka gesloten overeenkomsten met de ongelovigen. De dhimmi status moet volgens Goddard gezien worden in het licht van Mohammeds sterke afkeer van afgoderij, waar hij de joden en christenen juist van uitzonderde.